# Михайловський Микола Костянтинович
Мико́ла Костянти́нович Михайло́вський (27 (15) листопада 1842, Мєщовськ, нині Калузької області Росії — 10 лютого (28 січня) 1904, Петербург) — російський публіцист, соціолог, один із теоретиків народництва, літературний критик.

## Біографічні відомості
Навчався в Петербурзькому інституті гірничих інженерів.
Співпрацював в «Отечественных записках» (від 1868 року до їх заборони в квітні 1884 року), з 1891 року — в «Русском богатстве» (від 1893 року до кінця життя очолював редакцію).
Обстоював ідею особистості як найвищої суспільної вартості та рушія і творця людського поступу, обґрунтувавши, зокрема, роль прогресивної інтелігенції у зміні суспільного розвитку, у визвольному русі, її відповідальності за долю народу.